# Riventosa
Riventosa är en kommun i departementet Haute-Corse på ön Korsika i Frankrike. Kommunen ligger i kantonen Venaco som tillhör arrondissementet Corte. År 2022 hade Riventosa 150 invånare.

## Befolkningsutveckling
Antalet invånare i kommunen Riventosa
Referens:INSEE